# (37126) 2000 VX15
2000 VX15 (asteroide 37126) é um asteroide da cintura principal. Possui uma excentricidade de 0.09431320 e uma inclinação de 4.08129º.
Este asteroide foi descoberto no dia 1 de novembro de 2000 por LINEAR em Socorro.